# 호원터널
호원터널(虎院터널)은 경기도 의정부시 호원동에 위치한 수도권제1순환고속도로 상의 터널으로, 길이는 구리 방면 149m, 일산 방면 180m이다.
터널 동남쪽으로는 호원 나들목이, 북서쪽으로는 사패산터널이 가까이 위치하고 있다.

## 같이 보기
- 수락산터널: 구리 방면, 다음 터널
- 사패산터널: 일산 방면, 다음 터널